# マディソン郡 (アーカンソー州)
マディソン郡（マディソンぐん、Madison County）はアメリカ合衆国アーカンソー州に位置する郡である。2000年現在、ここの人口は14,243人である。郡庁所在地はハンツビルである。この郡は1836年9月30日に設立されアメリカ合衆国大統領ジェームズ・マディソンの名を取って命名された。ここは酒類が禁じられた禁酒郡である。

## 地理
アメリカ合衆国統計局によると、この郡は総面積2,168 km2 (837 mi2) である。このうち2,167 km2 (837 mi2) が陸地で1 km2 (0 mi2) が水地域である。総面積の0.03%が水地域となっている。

### 隣接する郡
- キャロル郡  (北)
- ニュートン郡  (東)
- ジョンソン郡  (南東)
- フランクリン郡  (南)
- クロウフォード郡  (南西)
- ワシントン郡  (西)
- ベントン郡  (北西)

## 人口動勢
2000年現在の国勢調査で、この郡は人口14,243人、5,463世帯、及び4,080家族が暮らしている。人口密度は7/km2 (17/mi2) である。3/km2 (8/mi2) の平均的な密度に6,537軒の住居が建っている。この郡の人種的構成は白人95.94%、アフリカン・アメリカン0.11%、先住民1.22%、アジア0.06%、太平洋諸島系0.09%、その他の人種1.47%、及び混血1.10%である。人口の3.06%がヒスパニックまたはラテン系である。
この郡内の住民は26.80%が18歳未満の未成年、18歳以上24歳以下が7.50%、25歳以上44歳以下が27.00%、45歳以上64歳以下が24.30%、及び65歳以上が14.40%にわたっている。中央値年齢は38歳である。女性100人ごとに対して男性は99.70人である。18歳以上の女性100人ごとに対して男性は97.30人である。
この郡の世帯ごとの平均的な収入は27,895米ドルであり、家族ごとの平均的な収入は32,910米ドルである。男性は24,911米ドルに対して女性は18,786米ドルの平均的な収入がある。この郡の一人当たりの収入 (per capita income) は14,736米ドルである。人口の18.60%及び家族の14.70%は貧困線以下である。全人口のうち18歳未満の24.60%及び65歳以上の18.00%は貧困線以下の生活を送っている。

## 都市及び町
- Hindsville
- ハンツビル (Huntsville)
- セントポール (St. Paul)